# جورج تولى (مبارز بالسيف)
جورج تولى هو مبارز بالسيف كندي، ولد في 29 أغسطس 1914 في مونتريال في كندا، وتوفي في 8 سبتمبر 1986.

## وصلات خارجية
- جورج تولى على موقع أوليمبيديا (الإنجليزية)